# Šuttarna II.
Šuttarna II., Sohn von Artatama I., war von ca. 1400 v. Chr. bis 1375 v. Chr. mitannischer König.
Šuttarna II. unterhielt enge Verbindungen zum ägyptischen Reich, in dessen Folge er seine Tochter Kiluhepa über seinen Sohn Tušratta im 10. Regierungsjahr des Amenophis III. an den ägyptischen Hof schickte, wo sie Nebenfrau des Amenophis III. wurde.
Der mitannische Einflussbereich erstreckte sich unter Šuttarna II. von der Hauptstadt Waššukanni am oberen Lauf des Chabur bis in die Region von Kadesch am Orontes.
Sein Sohn Artaššumara und nach diesem Tušratta folgten ihm auf den Thron.